# Coma
Coma (do grego κῶμα, "sono profundo") é um estado de inconsciência do qual a pessoa não pode ser despertada.
A manutenção da consciência depende de dois componentes neurológicos importantes: o córtex, a matéria cinzenta cerebral da camada mais externa do cérebro, e o sistema de ativação reticular ascendente (SARA).

## Introdução
A consciência é o estado de alerta que permite ao indivíduo a percepção de si e do meio. Alterações da consciência são definidas como quantitativas e qualitativas. Alterações qualitativas modificam o conteúdo da consciência, como delírios, alucinações e perturbações que não afetam o estado de alerta.
Alterações quantitativas, também conhecidas como nível de consciência, variam em um continuum entre o coma e o estado de alerta normal. Neste continuum descrevem-se o alerta, letárgico, estuporoso e o comatoso. Alerta é o indivíduo no estado de despertar normal. Estuporoso é o indivíduo irresponsivo, que pode ser desperto por estímulo vigoroso, e o comatoso é o estado vegetativo do qual o indivíduo não pode ser desperto mediante estimulação externa. Letárgico é o estado de lentificação psicomotora intermediário entre o estupor e o alerta.

## Diagnóstico
O diagnóstico de coma deve ser realizado por um profissional médico. Ele envolve causas reversíveis de perturbação da consciência (infecciosas, metabólicas, tóxicas, convulsivas). O exame clínico, testes laboratoriais, eletrofisiológicos e de imagem são importantes e devem ser realizados conforme o julgamento médico. São importantes também na definição de  morte encefálica: uma condição irreversível. A legislação brasileira permite a doação de órgãos de indivíduos nessa circunstância.

## Condições semelhantes

### Síndrome do encarceramento ou síndrome dolocked-in
Nessa situação o indivíduo está acordado e alerta, porém quadriplégico (sem movimentos de braços e pernas) e com paralisia dos nervos cranianos inferiores (responsáveis pela fala e deglutição, por exemplo). Subtipos de síndrome do locked-in são descritos na literatura médica.

### Estado vegetativo
Esses indivíduos preservam as funções vegetativas, embora não possuam consciência. As funções vegetativas compreendem: ciclo sono-vigília e variações autonômicas simpáticas e parassimpáticas, regidas pelo ciclo circadiano. O estado vegetativo persistente também é conhecido como síndrome apática, coma vígil cerebral cortical.

### Abulia
A abulia, também conhecida como mutismo acinético, compreende um complexo neurospsiquiátrico de ausência de iniciativa para o movimento e interação com o meio ambiente. Nessa condição o indivíduo está alerta e desperto, porém apático e indiferente ao ambiente, não movendo-se espontaneamente.

### Catatonia
A catatonia é uma síndrome psiquiátrica composta por mutismo e acentuada redução da psicomotricidade. É uma condição normalmente psicogênica (sem lesão neurológica), porém é eventualmente causada por drogas ou mesmo lesão neurológica estrutural.

## Causas
O Coma é causado pela perturbação grave do funcionamento cerebral devido a traumas crânio-encefálicos, acidentes vasculares cerebrais, tumores, distúrbios metabólicos, envenenamentos ou asfixia.
- No traumatismo crânio-encefálico, o coma pode ser induzido seja pelo efeito de concussão cerebral, quando o cérebro recebe um impacto forte e é jogado contra as paredes do crânio, causando lesão difusa, ou mesmo por lesão direta, com perda de massa encefálica como nos casos de ferimentos por armas de fogo.
- Os acidentes vasculares cerebrais (comumente chamados de "derrame"), podem ser do tipo hemorrágico, quando ocorre a ruptura e vazamento de algum vaso sanguíneo cerebral ou do tipo isquêmicos, quando ocorre a obstrução da circulação sanguínea. A interrupção do fluxo sanguíneo em porções do encéfalo irrigadas leva a lesões mais rápidas das células nervosas que hemorragia. Quanto mais rápido o tratamento menor o dano.
- Os tumores encefálicos podem causar o coma por destruição de células cerebrais ou por efeito de compressão, pelo seu crescimento expansivo e irrefreado, que leva à obstrução da circulação sanguínea, a isquemia.
- Diversos distúrbios do metabolismo podem induzir o estado de coma, como o diabetes mellitus, o hipotireoidismo, a insuficiência hepática, seja pelo acúmulo de substâncias que impedem o correto funcionamento cerebral, como alguns aminoácidos e amônia, pelo desequilíbrio do metabolismo do hidrogênio sanguíneo, causando alteração de pH ou pelas disfunções orgânicas causadas por estas doenças, que levam à hipoventilação, hipotermia, hipotensão e bradicardia.
- Os envenenamentos acidentais ou provocados introduzem no organismo humano drogas que podem induzir ao coma, como os organofosforados, cocaína, álcool, etc.
- A asfixia traumática, por afogamento ou por qualquer outra condição que conduza à interrupção do fluxo nas vias respiratórias pode gerar falta de oxigenação cerebral e conduzir a pessoa ao estado de coma.

## Avaliação do coma
A avaliação do coma é de suma importância. Em situações de emergência ou de coma de instalação, a avaliação súbita permite ao médico basear suas medidas terapêuticas em protocolos de tratamento e saber da evolução do quadro pela piora ou melhora do estado de coma.
A profundidade do coma pode ser classificada por diversas escalas onde o avaliador através de uma padronização de exame quantifica o grau do coma, desde uma leve confusão mental até o coma profundo. Uma das escalas mais utilizadas no mundo, conhecida como Escala de Coma de Glasgow, somando a pontuação pelos seguintes critérios:
|        | 1                 | 2                                              | 3                                                   | 4                                                                       | 5                               | 6                  |
| Ocular | Não abre os olhos | Abre os olhos em resposta a estímulo de dor    | Abre os olhos em resposta a um chamado              | Abre os olhos espontaneamente                                           | N/A                             | N/A                |
| Verbal | Emudecido         | Emite sons incompreensíveis                    | Pronuncia palavras desconexas                       | Confuso, desorientado                                                   | Orientado, conversa normalmente | N/A                |
| Motor  | Não se movimenta  | Extensão a estímulos dolorosos (descerebração) | Flexão anormal a estímulos dolorosos (decorticação) | Flexão inespecífica (normal)/ Reflexo de retirada a estímulos dolorosos | Localiza estímulos dolorosos    | Obedece a comandos |

Resultado:
- 3 a 6 = Coma profundo; (85% de probabilidade de morte; estado vegetativo)
- 7 a 10 = Coma intermediário;
- 11 a 14 = Coma leve;
- 15 = Normalidade.

## Prognóstico
O conhecimento médico atual não permite predizer de forma confiável o prognóstico de um indivíduo em coma, a não ser que esse indivíduo preencha critérios para morte encefálica. Certamente a causa (lesão estrutural e sua extensão, toxinas, hipoxemia e outros) e a duração do coma, bem como a idade e antecedentes patológicos do paciente influenciam na definição prognóstica do indivíduo.
A maioria das pessoas em coma permanecem assim entre duas a quatro semanas. Raramente um indivíduo pode permanecer nesse estado por mais tempo na ausência de drogas sedativas. Normalmente o paciente em coma evolui para melhora do nível de consciência ou para a morte encefálica.
Em um estudo com 34 pacientes em coma por falta de oxigenação, 79% dos pacientes nunca se recuperaram e 21% tiveram boa recuperação. Análise clínica, eletroencefalograma e dos potenciais somatossensoriais evocados (PSE) permitirem uma avaliação com 90% de acerto da possibilidade de recuperação do paciente a partir do terceiro dia na maior parte dos casos. Alguns, porém, levaram mais de uma semana antes de um prognóstico mais definitivo. Em outro estudo com 131 casos de coma profundo, a análise dos potenciais somatossensoriais evocados e do córtex, permitiu acerto 100% do prognóstico. Nenhum paciente com redução do córtex e sem potenciais somatossensoriais evocados se recuperou. Estudo com pacientes com traumatismo encefálico tiveram resultados similares, no qual a avaliação dos potenciais somatossensoriais evocados foi o critério mais eficiente de prognóstico. Uma revisão de 25 estudos também chegou a conclusão de que os PSE são os melhores preditores de recuperação.

## Cultura e sociedade
Uma pesquisa, que analisou 30 filmes feitos entre 1970 e 2004 que retratavam personagem em comas prolongados, concluiu que apenas dois deles retratavam com precisão o estado de uma vítima de coma e a agonia de esperar por um paciente a despertar: O Reverso da Fortuna (1990) e A Vida Sonhada dos Anjos (1998). Os outros 28 foram criticados por retratar despertares milagrosos, sem efeitos colaterais duradouros, representações irrealistas de tratamentos com equipamentos desnecessários, sem perda muscular e até mesmo mantendo a pele bronzeada.